# American Phytopathological Society
American Phytopathological Society (APS) – amerykańskie stowarzyszenie fitopatologiczne.
Stowarzyszenie to zostało założone w 1908 roku przez grupę 54 naukowców. Obecnie składa się ono z sześciu oddziałów geograficznych, obejmujących w sumie Kanadę, Stany Zjednoczone, Wyspy Karaibskie, Amerykę Centralną i Południową.
APS przyznaje 13 różnych nagród i wyróżnień. Przy organizacji działa wydawnictwo naukowe APS Press, które wydało ponad 300 pozycji dotyczących fitopatologii. Wydaje ono również newsletter dla członków Phytopathology News oraz recenzowane czasopisma naukowe:
- Molecular Plant-Microbe Interactions
- Phytopathology
- Plant Disease
- Plant Health Progress